# Dorothea de Saxa-Coburg și Gotha
Dorothea Maria Henriette Auguste Louise (30 aprilie 1881, Viena, Austria – 21 ianuarie 1967, Baden-Württemberg, Germania) a fost prințesă de Saxa-Coburg și Gotha (germană Prinzessin von Sachsen-Coburg und Gotha) prin naștere și ducesă de Schleswig-Holstein (germană Herzogin zu Sachsen) prin căsătoria cu Ernst Gunther, Duce de Schleswig-Holstein. Dorothea a fost al doilea copil și singura fiică a Prințului Filip de Saxa-Coburg și Gotha și a Prințesei Louise a Belgiei.

## Căsătorie și copii
La 2 august 1898, la  Coburg, ducatul de Saxa-Coburg și Gotha, Dorothea s-a căsătorit cu Ernst Gunther, Duce de Schleswig-Holstein, al cincilea copil și al treilea fiu al lui Frederic al VIII-lea, Duce de Schleswig-Holstein și a soției acestuia, Prințesa Adelheid de Hohenlohe-Langenburg.
Dorothea și Ernst Gunther nu au avut copii. În 1920, ei au adoptat-o pe Prințesa Marie Luise (1908–1969) și pe Prințul Johann Georg de Schleswig-Holstein-Sonderburg-Glücksburg (1911–1941), fiul și fiica Prințului Albrecht de Schleswig-Holstein-Sonderburg-Glücksburg și ai soției acestuia, contesa Ortrud de Ysenburg und Büdingen. Marie Luise și Johann Georg erau nepoții lui Friedrich, Duce de Schleswig-Holstein-Sonderburg-Glücksburg, un frate mai mare al regelui Christian al IX-lea al Danemarcei.